# Pengengat
Pengengat is een bestuurslaag in het regentschap Centraal-Lombok van de provincie West-Nusa Tenggara, Indonesië. Pengengat telt 5489 inwoners (volkstelling 2010).